# Coppa della Palestina 1972
La Coppa della Palestina 1972 (كأس فلسطين 1972) fu la prima edizione della Coppa della Palestina, competizione calcistica per nazionali organizzata dalla UAFA. La competizione si svolse in Iraq dal 1 gennaio al 14 gennaio 1972 e vide la partecipazione di nove squadre: Algeria, Egitto, Iraq, Kuwait, Libia, Palestina, Qatar, Siria e Yemen del Sud.
La UAFA organizzò questa competizione dal 1972 al 1977 e si giocarono tre edizioni (l'ultima del 1977 fu cancellata). La competizione apparentemente era la sostituta della Coppa araba durante la lunga interruzione che si è avuta tra il 1966 e il 1985, anche se i titoli non vengono conteggiati nell'albo d'oro di quest'ultima.

## Formula
- Qualificazioni

Nessuna fase di qualificazione. Le squadre sono qualificate direttamente alla fase finale.
- Fase finale

Fase a gruppi - 9 squadre, divise in due gruppi (uno da cinque squadre e uno da quattro squadre). Giocano partite di sola andata, le prime due classificate si qualificano alle semifinali.
Fase a eliminazione diretta - 4 squadre, giocano partite di sola andata. La vincente si laurea campione UAFA.

## Squadre partecipanti
| Pr. | Squadra       | Data di qualificazione certa | Partecipante in quanto                                         | Partecipazioni precedenti al torneo | Ultima presenza |
| --- | ------------- | ---------------------------- | -------------------------------------------------------------- | ----------------------------------- | --------------- |
| 1   | Iraq          | -                            | Rappresentativa della nazione organizzatrice della fase finale | -                                   | Esordiente      |
| 2   | Algeria       | -                            | Qualificata di diritto                                         | -                                   | Esordiente      |
| 3   | Egitto        | -                            | Qualificata di diritto                                         | -                                   | Esordiente      |
| 4   | Kuwait        | -                            | Qualificata di diritto                                         | -                                   | Esordiente      |
| 5   | Libia         | -                            | Qualificata di diritto                                         | -                                   | Esordiente      |
| 6   | Palestina     | -                            | Qualificata di diritto                                         | -                                   | Esordiente      |
| 7   | Qatar         | -                            | Qualificata di diritto                                         | -                                   | Esordiente      |
| 8   | Siria         | -                            | Qualificata di diritto                                         | -                                   | Esordiente      |
| 9   | Yemen del Sud | -                            | Qualificata di diritto                                         | -                                   | Esordiente      |

Nella sezione "partecipazioni precedenti al torneo", le date in grassetto indicano che la nazione ha vinto quella edizione del torneo, mentre le date in corsivo indicano la nazione ospitante.

## Fase finale

### Fase a gruppi

#### Gruppo A

##### Classifica
| Pos | Squadra | P.ti | G | V | N | P | GF | GS | DR |
| --- | ------- | ---- | - | - | - | - | -- | -- | -- |
| 1   | Iraq    | 5    | 3 | 2 | 1 | 0 | 6  | 1  | +5 |
| 2   | Egitto  | 4    | 3 | 1 | 2 | 0 | 3  | 1  | +2 |
| 3   | Kuwait  | 2    | 3 | 1 | 0 | 2 | 4  | 7  | -3 |
| 4   | Libia   | 1    | 3 | 0 | 1 | 2 | 3  | 7  | -4 |

Iraq ed Egitto qualificati alle semifinali.

##### Risultati
| Baghdad 1 gennaio 1972 | Iraq | 0 – 0 | Egitto | Al-Shaab International Stadium |

| Baghdad 1 gennaio 1972 | Kuwait | 3 – 2 | Libia | Al-Shaab International Stadium |

| Baghdad 5 gennaio 1972 | Iraq | 3 – 0 | Libia | Al-Shaab International Stadium |

| Baghdad 5 gennaio 1972 | Egitto | 2 – 0 | Kuwait | Al-Shaab International Stadium |

| Baghdad 7 gennaio 1972 | Iraq | 3 – 1 | Kuwait | Al-Shaab International Stadium |

| Baghdad 7 gennaio 1972 | Egitto | 1 – 1 | Libia | Al-Shaab International Stadium |

#### Gruppo B

##### Classifica
| Pos | Squadra       | P.ti | G | V | N | P | GF | GS | DR  |
| --- | ------------- | ---- | - | - | - | - | -- | -- | --- |
| 1   | Siria         | 8    | 4 | 4 | 0 | 0 | 8  | 3  | +5  |
| 2   | Algeria       | 6    | 4 | 3 | 0 | 1 | 9  | 2  | +7  |
| 3   | Yemen del Sud | 4    | 4 | 2 | 0 | 2 | 5  | 7  | -2  |
| 4   | Palestina     | 2    | 4 | 1 | 0 | 3 | 9  | 9  | 0   |
| 5   | Qatar         | 0    | 4 | 0 | 0 | 4 | 5  | 15 | -10 |

Siria ed Algeria qualificati alle semifinali.

##### Risultati
| Baghdad 1 gennaio 1972 | Algeria | 2 – 0 | Palestina | Al-Shaab International Stadium |

| Baghdad 1 gennaio 1972 | Siria | 1 – 0 | Yemen del Sud | Al-Shaab International Stadium |

| Baghdad 4 gennaio 1972 | Algeria | 3 – 0 | Qatar | Al-Shaab International Stadium |

| Baghdad 4 gennaio 1972 | Siria | 3 – 1 | Palestina | Al-Shaab International Stadium |

| Baghdad 6 gennaio 1972 | Siria | 3 – 2 | Qatar | Al-Shaab International Stadium |

| Baghdad 6 gennaio 1972 | Yemen del Sud | 2 – 1 | Palestina | Al-Shaab International Stadium |

| Baghdad 8 gennaio 1972 | Siria | 1 – 0 | Algeria | Al-Shaab International Stadium |

| Baghdad 8 gennaio 1972 | Yemen del Sud | 2 – 1 | Qatar | Al-Shaab International Stadium |

| Baghdad 10 gennaio 1972 | Yemen del Sud | 1 – 4 | Algeria | Al-Shaab International Stadium |

| Baghdad 10 gennaio 1972 | Palestina | 7 – 1 | Qatar | Al-Shaab International Stadium |

### Fase a eliminazione diretta

#### Tabellone
|  | Semifinali | Semifinali | Semifinali |      |        | Finale          | Finale          | Finale          |  |
|  |            |            |            |      |        |                 |                 |                 |  |
|  | Iraq       | Iraq       | 3          |      |        |                 |                 |                 |  |
|  | Iraq       | Iraq       | 3          |      |        |                 |                 |                 |  |
|  | Algeria    | Algeria    | 1          |      |        |                 |                 |                 |  |
|  | Algeria    | Algeria    | 1          |      | Egitto | Egitto          | 3               |                 |  |
|  |            |            |            |      | Egitto | Egitto          | 3               |                 |  |
|  |            |            | Iraq       | Iraq | 1      |                 |                 |                 |  |
|  | Egitto     | Egitto     | Iraq       | Iraq | 1      | 4               |                 |                 |  |
|  | Egitto     | Egitto     |            |      |        | 4               |                 |                 |  |
|  | Siria      | Siria      | 2          |      |        | Finale 3º posto | Finale 3º posto | Finale 3º posto |  |
|  | Siria      | Siria      | 2          |      |        |                 |                 |                 |  |
|  |            |            |            |      |        |                 |                 |                 |  |
|  |            |            |            |      |        | Algeria         | Algeria         | 3               |  |
|  |            |            |            |      |        | Algeria         | Algeria         | 3               |  |
|  |            |            |            |      |        | Siria           | Siria           | 1               |  |

#### Semifinali
| Baghdad 12 gennaio 1972 | Iraq | 3 – 1 | Algeria | Al-Shaab International Stadium |

| Baghdad 12 gennaio 1972 | Egitto | 4 – 2 (d.t.s.) | Siria | Al-Shaab International Stadium |

#### Finale 3º posto
| Baghdad 13 gennaio 1972 | Algeria | 3 – 1 | Siria | Al-Shaab International Stadium |

#### Finale
| Baghdad 13 gennaio 1972 | Egitto | 3 – 1 | Iraq | Al-Shaab International Stadium |